# Cena Bedřicha Smetany
Cena Bedřicha Smetany je ocenění, které od roku 1995 uděluje Unie českých pěveckých sborů ve spolupráci se Sdružením sborových dirigentů AHUV za celoživotní záslužnou činnost v oblasti sborového zpěvu.